# Białoruski Szlak Barokowy

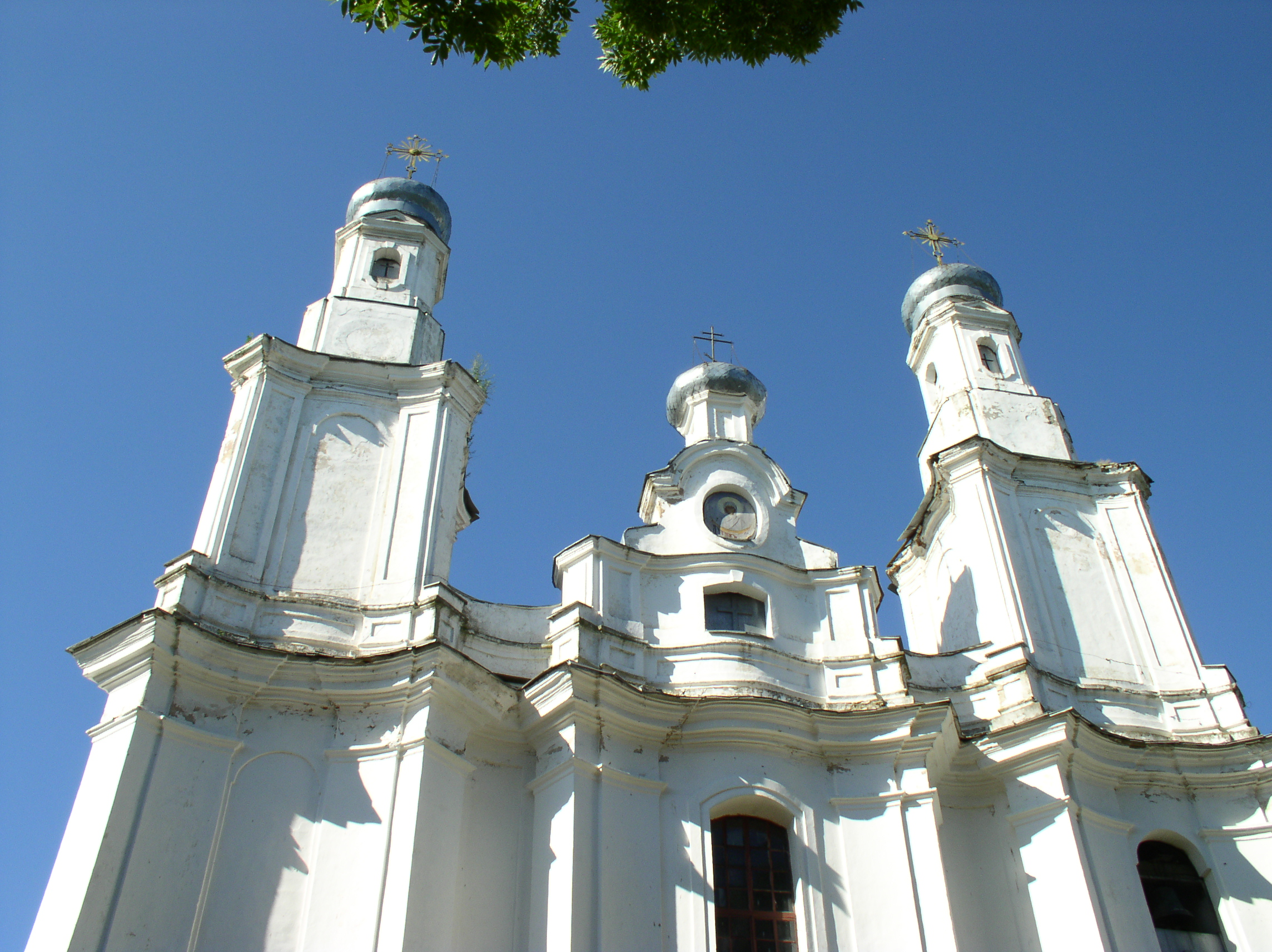
Monaster Opieki Matki Bożej w Tołoczynie

Białoruski Szlak Barokowy – turystyczne rozwinięcie głównego przebiegu dawnego szlaku Via Regia na obszarze współczesnej Białorusi. Podobnie jak w przypadku Szlaku Sakralnej Sztuki Barokowej im. Michaela Willmanna ideą przewodnią jest wykorzystanie turystycznego potencjału architektury barokowej w celu rozwoju lokalnego. Szlak tworzony jest od 2013 roku dzięki współpracy Fundacji Edukacja dla Demokracji z Zamkiem w Mirze w ramach projektów Polska i Białoruś na Via Regia. Jednym z pierwszych elementów tworzenia szlaku było wydanie publikacji Białoruski szlak barokowy. Białoruś Północno-Wschodnia na Via Regia w języku białoruskim, polskim i rosyjskim.

## Wykaz miejscowości i obiektów

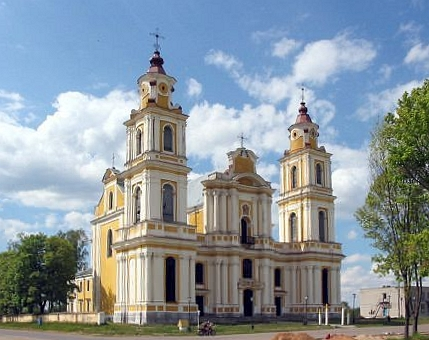
Kościół Wniebowzięcia Najświętszej Maryi Panny w Budsławiu

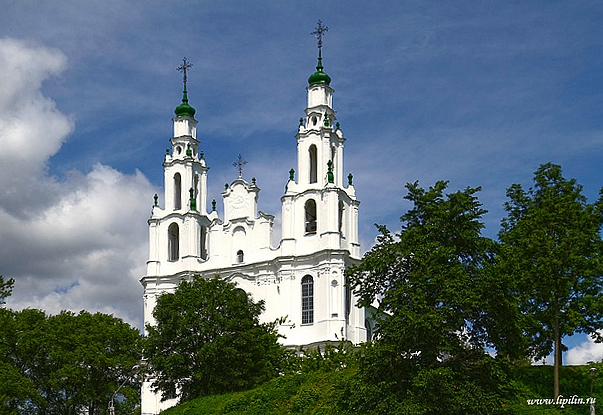
Sobór św. Zofii w Połocku

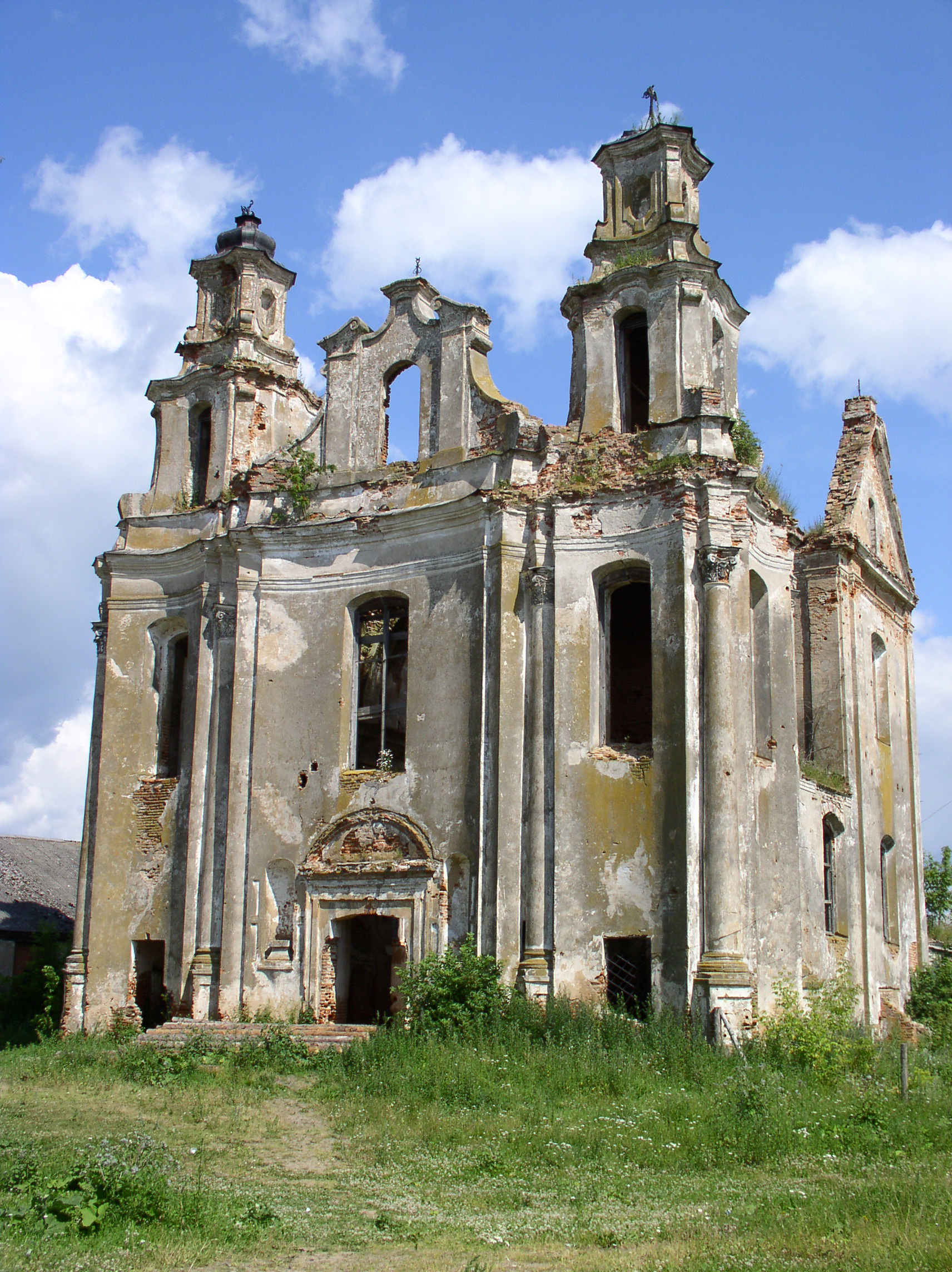
Klasztor Dominikanów w Smolanach

- Berezwecz - Klasztor Bazylianów i Cerkiew Bazylianów pw. Św. Piotra i Pawła (nie istnieje)
- Budsław - Klasztor Bernardynów (nie istnieje) i Kościół Bernardynów pw. Wniebowzięcia NMP
- Głębokie - Klasztor Karmelitów Bosych (ruina), Kościół Karmelitów Bosych pw. Wniebowzięcia NMP i Kościół parafialny pw. Św. Trójcy
- Hermanowicze - Kościół parafialny pw. Przemienienia Pańskiego
- Kniażyce - Klasztor Dominikanów (nie istnieje) i Kościół Dominikanów pw. Św. Mikołaja (ruina)
- Kościeniewicze - Kościół Parafialny pw. Niepokalanego Poczęcia NMP
- Łuczaj - Kościół Jezuitów pw. Św. Judy Tadeusza, Św. Ignacego i Św. Franciszka Ksawerego
- Łużki - Kolegium Pijarów (nie istnieje) i Kościół Pijarów pw. Św. Michała Archanioła
- Madzioł Stary - Klasztor Karmelitów Bosych (nie istnieje) i Kościół Karmelitów Bosych pw. Matki Boskiej Szkaplerznej i Św. Justyna
- Mścisław - kolegium jezuitów, Kościół Jezuitów pw. Św. Michała Archanioła, Klasztor Karmelitów Trzewiczkowych i Kościół Karmelitów Trzewiczkowych pw. Wniebowzięcia NMP
- Połock - Cerkiew soborna Bazylianów pw. Św. Zofii, kolegium jezuitów i Kościół Jezuitów pw. Nawiedzenia NMP i Św. Stefana (nie istnieje)
- Sieliszcze - Klasztor Bernardynów i Kościół Bernardynów pw. Św. Weroniki (ruina)
- Smolany - Klasztor Dominikanów i Kościół Dominikanów pw. Wniebowzięcia NMP (ruina)
- Tołoczyn - Klasztor Bazylianów i Cerkiew Bazylianów pw. Opieki Matki Boskiej
- Udział - Klasztor Franciszkanów i Kościół Franciszkanów pw. Niepokalanego Poczęcia NMP
- Witebsk - Klasztor Bernardynów (nie istnieje), Kościół Bernardynów pw. Św. Antoniego (nie istnieje), Cerkiew unicka pw. Zmartwychwstania Pańskiego (Rynkowa), Klasztor Bazylianów i Cerkiew Bazylianów pw. Zaśnięcia NMP i Św. Jozafata (zrekonstruowana)
- Zaświrz - Klasztor Karmelitów Trzewiczkowych (ruina) i Kościół Karmelitów Trzewiczkowych pw. Św. Trójcy i Nawiedzenia NMP